# Ying Chang
Ying Chang (應瑒) est un poète chinois de la fin de l'époque de la dynastie Han, décédé en 217.
Sa famille, originaire de Nandun à Runan (actuelle Xiangcheng dans le Henan), comprend d'autres lettrés importants de la fin de l'ère des Han, son oncle Ying Shao et son frère Ying Qu. Ying Chang lui-même est reconnu comme un remarquable poète, et a également laissé un ouvrage sur l'art du weiqi, les « échecs chinois », le Yishi.
Ying Chang a fait partie du cercle de la famille Cao : il a été d'abord un proche de Cao Zhi, fils de Cao Cao, amené à devenir lui-même un remarquable poète, puis a été conseiller littéraire de Cao Pi, autre fils de Cao Cao. Ce dernier a célébré le talent de Ying Chang en l'incluant (dans son ouvrage de critique littéraire, le Lunwen) parmi les « Sept Lettrés de Jian'an », censé comprendre les plus brillants poètes de l'époque allant de 196 à 220.
Il meurt en 217, lors d'une épidémie qui emporte plusieurs autres membres de son groupe littéraire.